# Cementerio nacional (Estados Unidos)

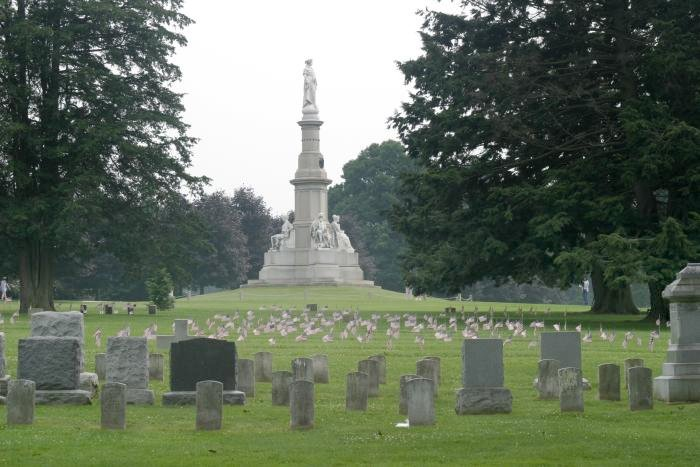
Cementerio nacional de Gettysburg, Pennsylvania.

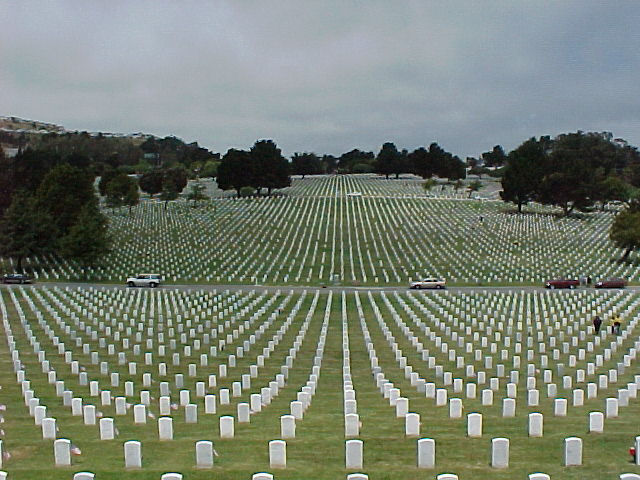
Cementerio nacional de Golden Gate, California.

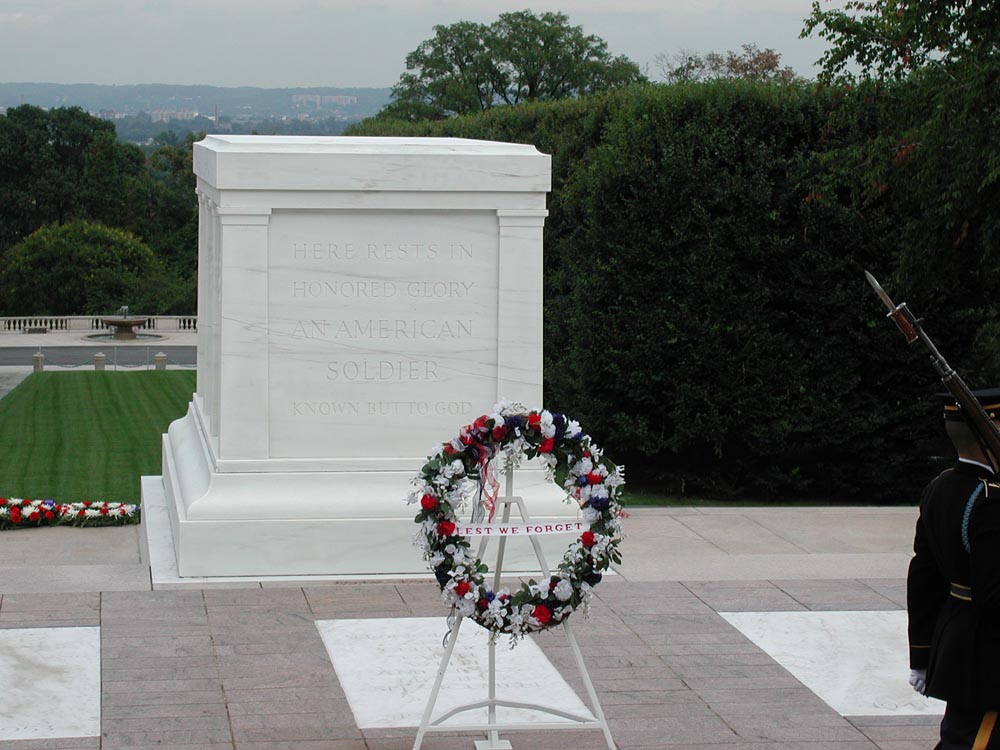
Cementerio nacional de Arlington, Virginia.

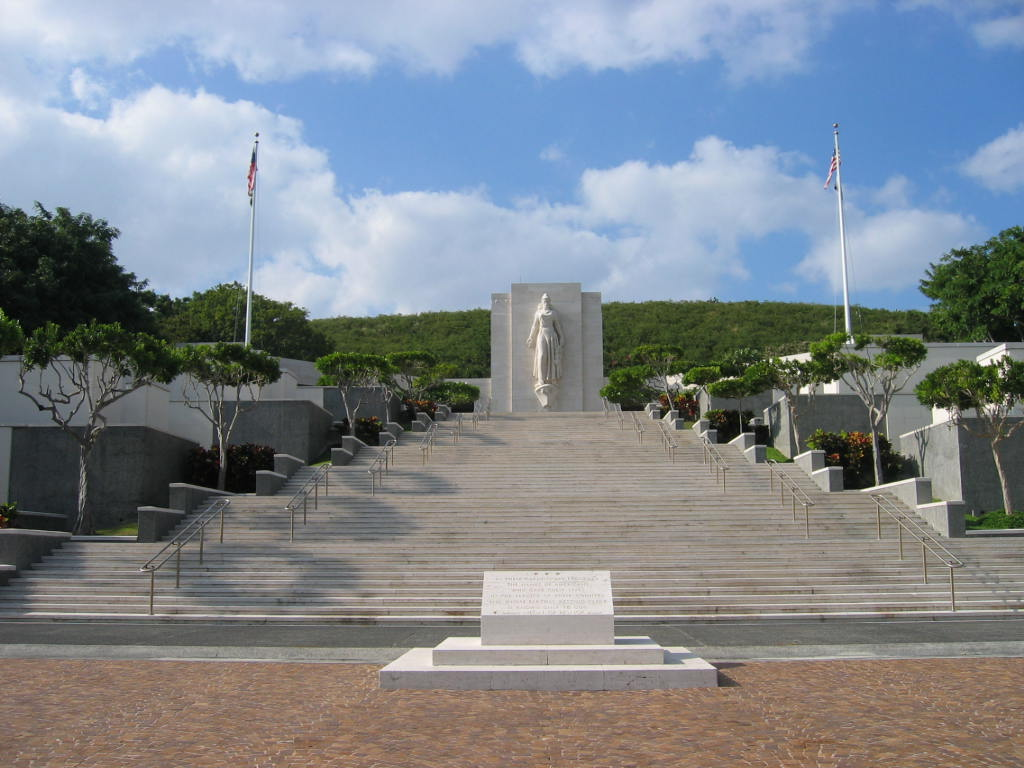
Cementerio nacional del Pacífico, Hawaii.

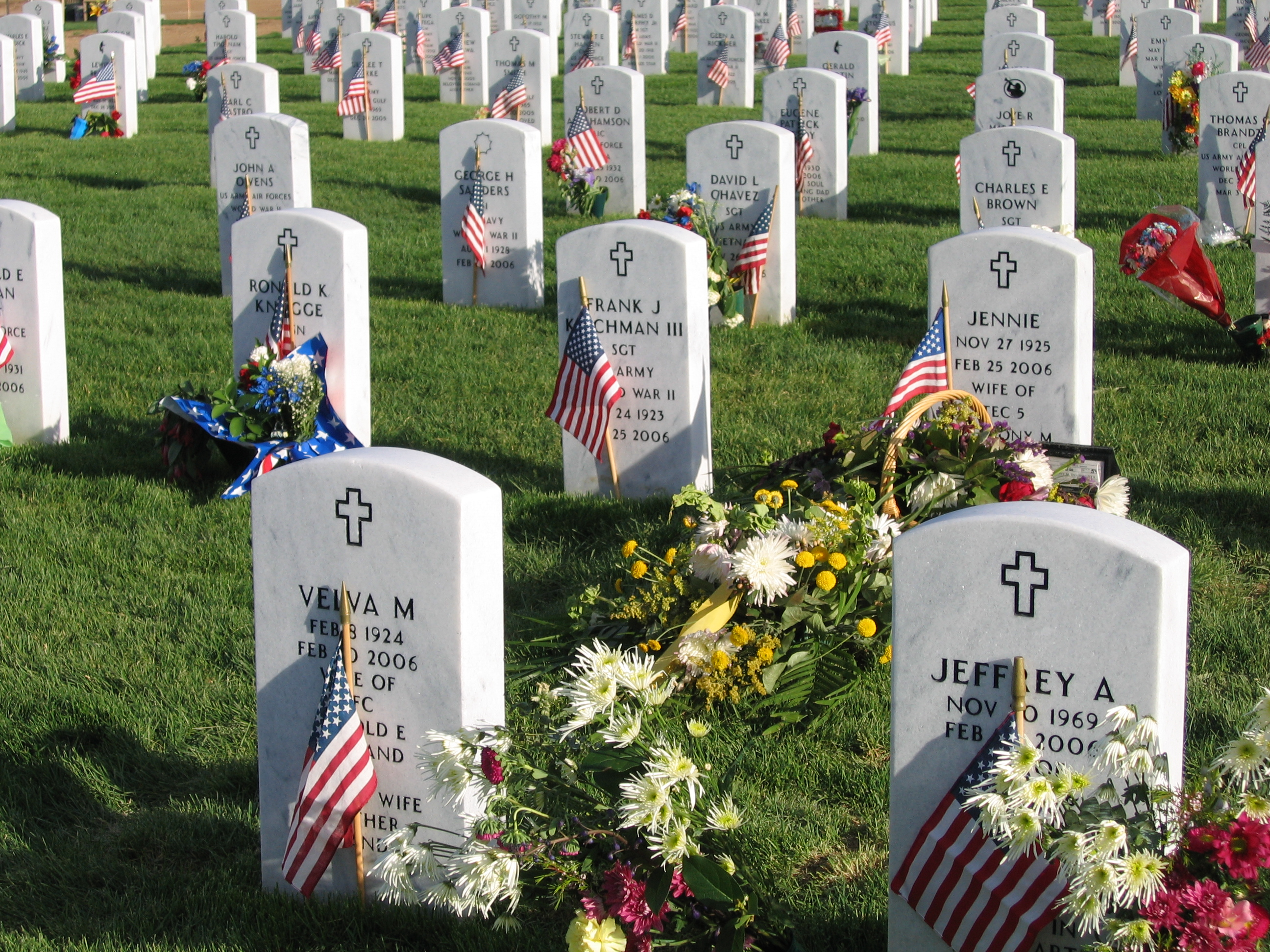
Tumbas en el Cementerio nacional de Fort Logan, durante el Memorial Day 2006.

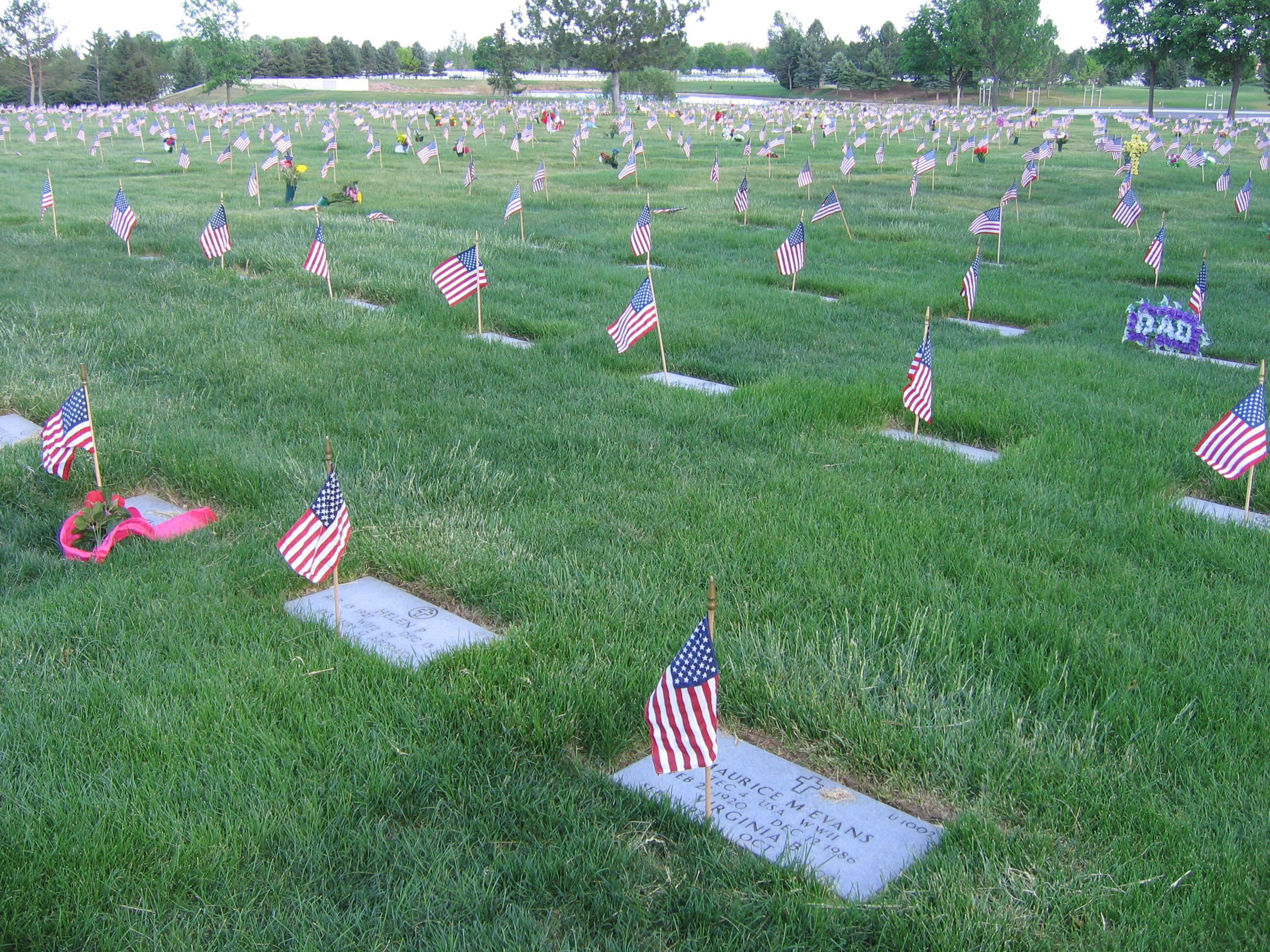
Banderas ondeando en el Cementerio nacional de Fort Logan, durante el Memorial Day 2006.

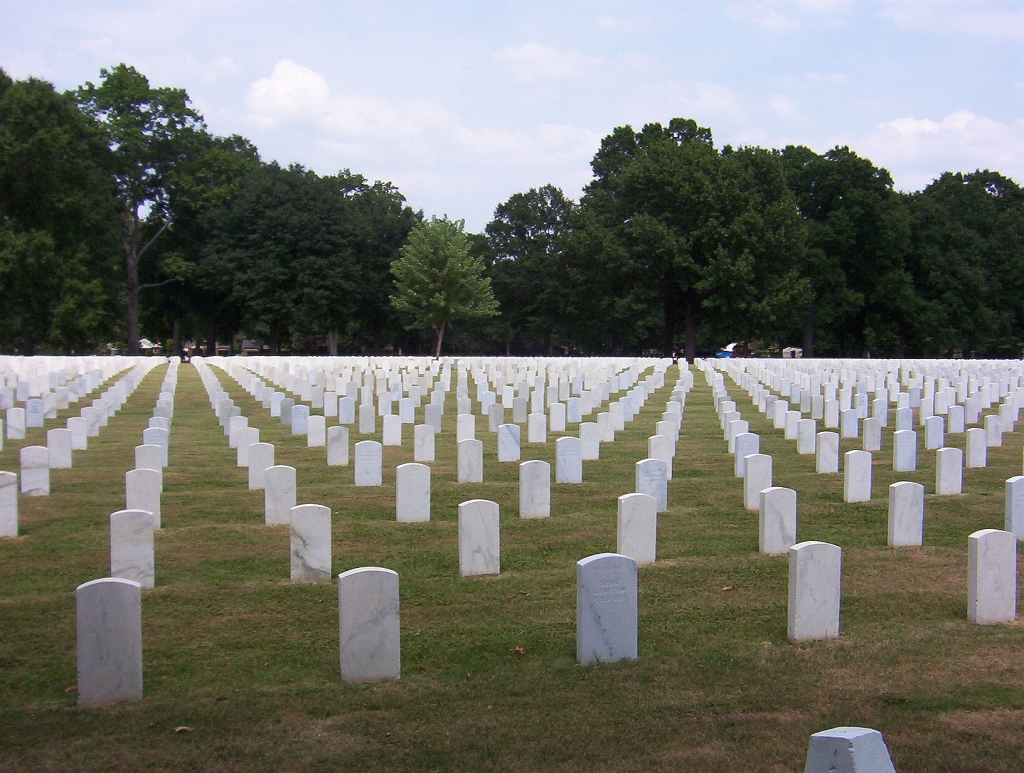
Cementerio nacional de Memphis, Tennessee.

En los Estados Unidos, cementerio nacional es una designación que se otorga a 142 cementerios que han tenido una importancia en la historia nacional. Un cementerio nacional en general, es un cementerio militar en el que están las tumbas del personal militar y veteranos estadounidenses, y de sus cónyuges, aunque no de forma exclusiva. Hay también cementerios de veteranos estatales. 
El más conocido es el Cementerio nacional de Arlington en el condado de Arlington, Virginia, en las afueras de Washington D. C.. 
Algunos cementerios nacionales, Arlington especialmente, contienen las tumbas de importantes líderes civiles y otras importantes figuras nacionales. Algunos cementerios nacionales también incluyen secciones de soldados confederados. 

## Gestión
La Administración Nacional de Cementerios (National Cemetery Administration) dependiente del Departamento de Asuntos de los Veteranos de los Estados Unidos (US VA) mantiene 128 de los 142 cementerios nacionales. El Departamento del Ejército (dependiente del Departamento de Defensa de los Estados Unidos) tiene dos cementerios nacionales, el Cementerio Nacional de Arlington y el Cementerio Nacional Soldiers' and Airmen's Home. El Servicio de Parques Nacionales (National Park Service, NPS) mantiene 14 cementerios asociados con sitios históricos y campos de batalla. Además, la Comisión de Monumentos de Batallas Americanas (American Battle Monuments Commission) mantiene 24 cementerios militares norteamericanos en el exterior. Estas excepciones se indican en la lista que sigue a continuación.

## Historia
El primer cementerio nacional se estableció después de la Guerra Civil de los Estados Unidos por Edmund B. Whitman.